# 八里湖
八里湖是一个位于中国江西省八里湖新区的湖泊，面积约为6平方千米。